# Theodoor de Booy

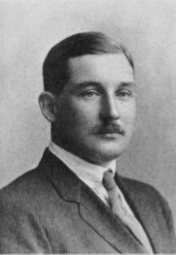
Theodoor Hendrik Nikolaas de Booy

Theodoor Hendrik Nikolaas de Booy (* 5. Dezember 1882 in Hellevoetsluis, Niederlande; † 18. Februar 1919 in Yonkers, New York) war ein US-amerikanischer Altamerikanist und Archäologe niederländischer Herkunft.

## Werdegang
Im Jahr 1906 wanderte De Booy in die USA aus, wo er 1909 Elizabeth Hamilton Smith heiratete. 1916 wurde er amerikanischer Staatsbürger. 1911 unternahm er zusammen mit seiner Frau eine Expedition auf die Bahamas, wo er in den Höhlen und Muschelhaufen bemerkenswerte Artefakte wie beispielsweise ein Paddel aus der Zeit der präkolumbischen Lucayan-Kultur fand. In der Folgezeit arbeitete er für das National Museum of the American Indian, Heye Foundation in New York City. Durch seine archäologische Feldarbeit auf den Westindischen Inseln und in Venezuela wurde de Booy mit der Zeit ein herausragender Experte für die Geschichte der Arawak-Kultur.
1919 starb de Booy im Alter von 36 Jahren an den Folgen einer Influenza.

## Dedikationsnamen
Nach De Booy sind die ausgestorbene Kranichvogelart Nesotrochis debooyi (Wetmore, 1918) und die fossile Schnecke Mitrella debooyi (Maury, 1917) benannt.

## Schriften (Auswahl)
- Lucayan Artifacts from the Bahamas. 1913
- Pottery from Certain Caves in Eastern Santo Domingo, West Indies. 1915
- Certain West-Indian Superstitions Pertaining to Celts. 1915
- Notes on the Archaeology of Margarita Island, Venezuela. 1916
- Certain Archaeological Investigations in Trinidad, British West Indies. 1918
- The Virgin Islands Our New Possessions and the British Islands. 1918
- Indian Notes and Monographs Volume 1, No. 2: Santo Domingo Kitchen-Midden and Burial Ground. 1919
- Indian Notes and Monographs Vol. 10, No. 3: An Illinois Quilled Necklace. 1920
- Onder de Motilone's van de Sierre de Perija (Venezuela). 1926